# 1450 в Україні

## Події
- Олізар Шилович отримав від Казимира IV Ягеллончика привілей, який підтверджував право дідицтва родинних маєтків та наданих князем Свидригайлом, які відтоді мали трактуватись як ба́тьківщина. Горохів з навколишніми селами відданий у власність Олізару Шиловичу.
- князь Острозький Іван Васильович.

## Особи

### Народились
- Юрій Дрогобич (1450—1494) — відомий вчений епохи Відродження, освітній діяч, поет, філософ, астроном, астролог. Доктор медицини та філософії. Ректор Болонського університету медицини і вільних мистецтв, професор і віце-канцлер Істрополітанської академії у Братиславі, професор Ягеллонського університету у Кракові.

## Засновані, зведені
- Добромильський замок
- Будилів (Козівський район)
- Витвиця (село)
- Григорівка (Обухівський район)
- Довге (Дрогобицький район, Довжанська сільська рада)
- Корниця
- Мала Горожанна
- Федорівка (Фастівський район)
- Шельвів (Білогірський район)